# Marc 3
 (décembre 2024).
La mise en forme du texte ne suit pas les recommandations de Wikipédia : il faut le « wikifier ».
Les points d'amélioration suivants sont les cas les plus fréquents. Le détail des points à revoir est peut-être précisé sur la page de discussion.
- Les titres sont pré-formatés par le logiciel. Ils ne sont ni en capitales, ni en gras.
- Le texte ne doit pas être écrit en capitales (les noms de famille non plus), ni en gras, ni en italique, ni en « petit »…
- Le gras n'est utilisé que pour surligner le titre de l'article dans l'introduction, une seule fois.
- L'italique est rarement utilisé : mots en langue étrangère, titres d'œuvres, noms de bateaux, etc.
- Les citations ne sont pas en italique mais en corps de texte normal. Elles sont entourées par des guillemets français : « et ».
- Les listes à puces sont à éviter, des paragraphes rédigés étant largement préférés. Les tableaux sont à réserver à la présentation de données structurées (résultats, etc.).
- Les appels de note de bas de page (petits chiffres en exposant, introduits par l'outil «  Source ») sont à placer entre la fin de phrase et le point final[comme ça].
- Les liens internes (vers d'autres articles de Wikipédia) sont à choisir avec parcimonie. Créez des liens vers des articles approfondissant le sujet. Les termes génériques sans rapport avec le sujet sont à éviter, ainsi que les répétitions de liens vers un même terme.
- Les liens externes sont à placer uniquement dans une section « Liens externes », à la fin de l'article. Ces liens sont à choisir avec parcimonie suivant les règles définies. Si un lien sert de source à l'article, son insertion dans le texte est à faire par les notes de bas de page.
- La présentation des références doit suivre les conventions bibliographiques. Il est recommandé d'utiliser les modèles {{Ouvrage}}, {{Chapitre}}, {{Article}}, {{Lien web}} et/ou {{Bibliographie}}. Le mode d'édition visuel peut mettre en forme automatiquement les références.
- Insérer une infobox (cadre d'informations à droite) n'est pas obligatoire pour parachever la mise en page.

Pour une aide détaillée, merci de consulter Aide:Wikification.
Si vous pensez que ces points ont été résolus, vous pouvez retirer ce bandeau et améliorer la mise en forme d'un autre article.
 (décembre 2024).
Motif : cette page est l'un des nombreux fourre-tout issus de :en et obtenus par traduction automatique. Les sources, quand il y en a, sont d'une extrême médiocrité.

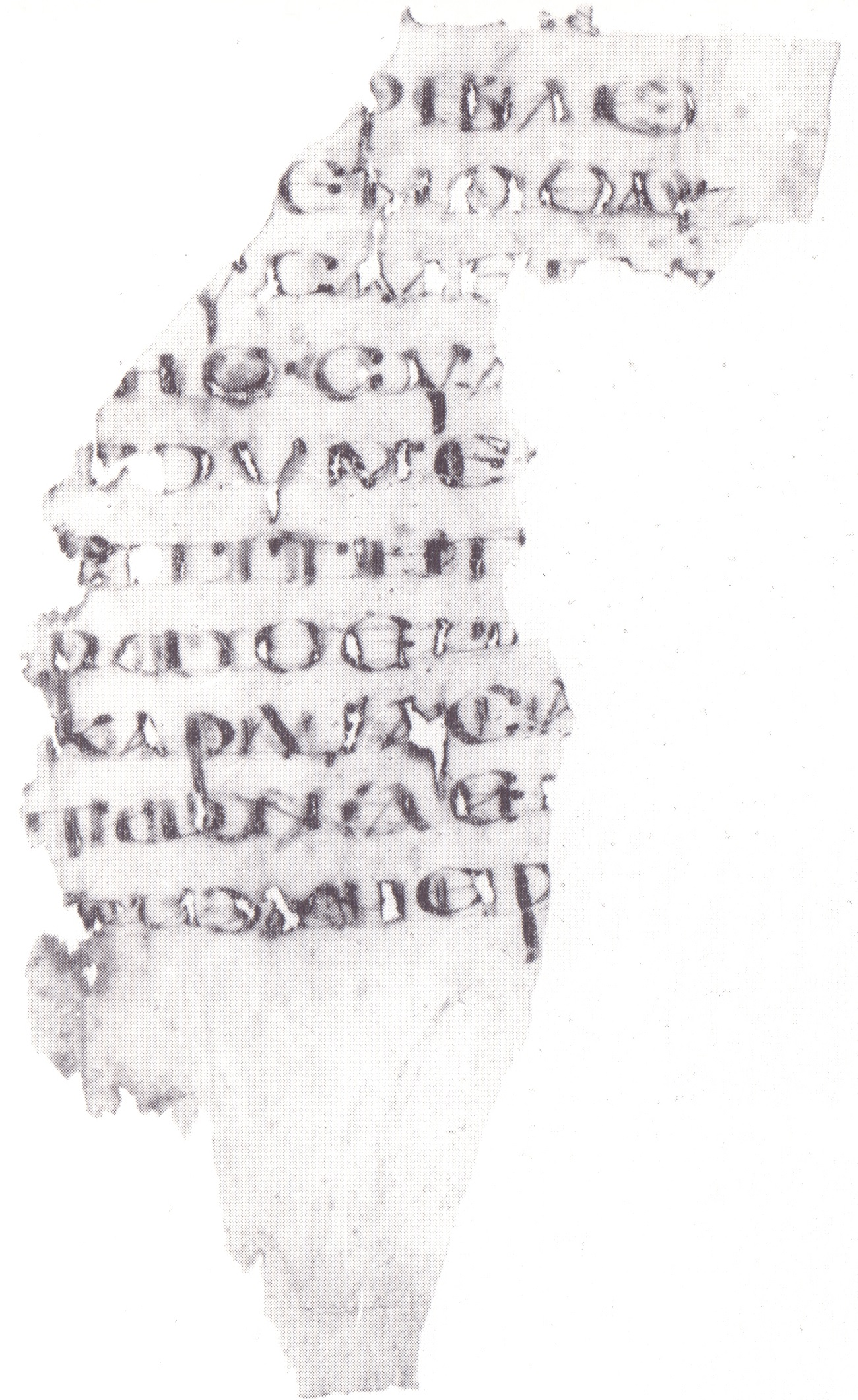
Marc 3:2-3 de l'Onciale 0213

Marc 3 est le troisième chapitre de l'Évangile selon Marc dans le Nouveau Testament de la Bible chrétienne. Il relate un conflit sur la guérison pendant le Sabbat, l'Institution des douze apôtres, un conflit avec les scribes de Jérusalem et une rencontre de Jésus avec sa propre famille.

## Texte
Le texte original a été rédigé en koinè. Ce chapitre est divisé en 35 versets.

### Témoins textuels
Certains manuscrits anciens contenant le texte de ce chapitre sont :
- Codex Vaticanus
- Codex Sinaiticus
- Codex Bezae
- Codex Alexandrinus
- Codex Ephraemi Rescriptus

## Guérison pendant le Sabbat
Reprenant le thème du Sabbat du chapitre précédent, Marc 3 débute par Jésus guérissant un homme avec une main fripée ou atrophiée pendant le Sabbat dans la Synagogue. Le mot ἐξηραμμένην (exērammenēn) est traduit comme "paralysée" dans la International Standard Version. Marc emploie l'adverbe πάλιν (palin, encore), indiquant qu'il s'agit de la synagogue à Capharnaüm, la même que celle dans Marc 1:21-28, bien que la New American Standard Bible lit "une synagogue".
"Certains individus", probablement les Pharisiens, qui étaient mentionnés dans Marc 2:24, 27, étaient là en attendant de voir si Jésus allait guérir quelqu'un pendant le Sabbat, afin qu'ils puissent l'accuser de le déroger. Les Rabbins de l'époque permettaient la guérison pendant le Sabbat uniquement si l'individu était en grand danger, une situation pour laquelle sa main ne serait pas admissible. L'article de la Jewish Encyclopedia sur Jésus fait remarquer : "... les rabbins les plus sévères permirent seulement de sauver la vie afin d'excuser la moindre restriction du repos du Sabbat. Dans le récit parallèle de Luc, il s'agit des "scribes et des Pharisiens" qui "l'observent attentivement".
Jésus demande aux individus « Est-il permis, le jour du sabbat, de faire le bien ou de faire le mal ? de sauver une vie ou de tuer ? » (3:4) Ils ne répondent pas et il regarde la foule avec colère et est "navré de l’endurcissement de leurs cœurs" (3:5). Le fondateur méthodiste John Wesley suggéra que ses adversaires recherchaient déjà une occasion de le tuer. Il dit à l'homme de tendre sa main, ce qu'il fait et puis, apparemment instantanément, elle est guérie. De nombreuses autres histoires de guérison à l'époque impliquait le guérisseur réalisant d'une certaine manière pour effectuer une guérison par rapport à ce processus rapide et presque sans effort ici. Marc pourrait souligner de quelle grandeur il percevait les pouvoirs de Jésus. Jésus assimile aussi ne pas faire le bien en faisant le mal et dit qu'il est plus important, même ou peut-être spécialement, ne pas laisser le mal et la souffrance apparaître pendant l'inaction.
Selon Marc, ce miracle est l'incitation qui pousse les Pharisiens, aussi bien que les Hérodiens, contre Jésus, les faire sortir après ça et comploter pour le tuer. Ainsi la réaction d'un nombre considérable de juifs est passée de l'étonnement à l'opposition pure et simple. Marc avait déjà commencé à annoncer la mort de Jésus, avec cela aussi bien que le récit à propos de l'Époux et du jeûne dans Marc 2:19-20. Certains trouvent cela improbable ces deux groupes ont travaillé ensemble, comme les Pharisiens s'opposèrent à Rome et Hérode fût soutenu par et soutint Rome, voir aussi la province de Judée. Marc cependant doit souligner la double nature et le sérieux de l'opposition à Jésus.
Il apparaît également dans Matthieu 12:9-14, bien que Jésus demande comment on sauverait une brebis le jour du Sabbat et comment aider un individu est plus important que de secourir une brebis. Luc 6:6-11 est à peu près le même que cette partie de Marc bien que Luc ne déclare pas qu'ils ont planifié de le tuer, uniquement qu'ils étaient "furieux" et discutèrent de ce qu'ils allaient faire de Jésus.

## Mouvement de la foule
Jésus ensuite "se retire", ἀνεχώρησεν (anechōrēsen), et descend par un lac, probablement la Mer de Galilée, et les individus le suivent ici. Certains auteurs, tel que le commentateur américain Albert Barnes, considère le terme comme signifiant vol, comme il vient après Marc parlant du complot contre Jésus, "... aux régions isolées qui entourent la mer, où il serait dans l'obscurité, et échapper à leurs projets contre sa vie", mais cela pourrait juste simplement vouloir dire quitter Capharnaüm pour se rendre à la mer avoisinante. Marc déclare que les individus furent venus "... De Judée, de Jérusalem, d’Idumée, de Transjordanie, et de la région de Tyr et de Sidon". (3:8) Marc montre ainsi que les individus viennent de plusieurs régions, pas que de la Galilée. Si ces individus n'étaient pas juifs est obscur comme les régions non-juives listèrent aussi des populations juives. Un autre groupe de l'époque à prendre en compte est les prosélytes juifs.
Le commentateur protestant Heinrich Meyer divise le mouvement des foules en deux parties :
- verset 7b : une grande multitude de Galilée le suivit (de Capharnaüm à la mer) ;
- versets 7c et 8 : une grande multitude de Judée, de Jérusalem, d'Idumée et de derrière le Jourdain, et ceux-là (les juifs) de Tyr et de Sidon, à entendu les nombreuses choses qu'Il réalisait, et est venue à lui[12].

Jésus demande à ses disciples de préparer une embarcation pour lui afin d'échapper à la "foule", parce que "... il avait fait beaucoup de guérisons, si bien que tous ceux qui souffraient de quelque mal se précipitaient sur lui pour le toucher." (3:10) et ensuite il guérit de nombreux malades. Les esprits mauvais (ou impurs) dans les individus amenés devant lui tombent chaque fois qu'ils le voient, ou dès qu'ils l'aperçoivent, et le nomment le Fils de Dieu, mais il leur dit de ne pas dévoiler aux individus qu'il l'est, poursuivant le thème du Secret messianique.

## Institution des Douze Apôtres

### Verset 16
Donc, il établit les Douze : Pierre – c’est le nom qu’il donna à Simon
Il nomme Simon, appelé Pierre, Jacques, Jean, André, Philippe, Barthélemy, Matthieu, Thomas, un deuxième Jacques, Thaddée, Simon que Marc appelle un zélote, et enfin Judas Iscariote.
Les listes de Luc dans Luc 6:12-16 et Actes 1:13 n'incluent pas un Thaddée, mais à la place listent "Jude, fils de Jacques" ou "Jude le frère de Jacques" dans la Bible du roi Jacques, que certains ont affirmé sont deux noms pour la même personne, Judas Thaddée. Luc a également l'histoire des Septante disciples. La liste de Matthieu est la même que Marc dans 10:1-4, bien qu'une poignée de manuscrits occidentaux de Matthieu ont un Jude. Cela indiquerait qu'à l'époque de la rédaction des évangiles le souvenir exact de la "minorité" des Apôtres était devenu incertain, et qu'il n'y avait aucun "Judas Thaddée", une création d'une récente hagiographie. L'évangile selon Jean ne liste aucun Barthélemy, bien que Nathanael de Jean est généralement égalé avec lui.
Marc dit que les frères Jacques et Jean furent donnés le titre Boanerges, Marc nous raconte que cela signifie "Fils du Tonnerre", bien que de nombreux spécialistes modernes désapprouvent cette traduction. Plusieurs explications ont été délivrées pour ce titre mais aucune n'inspire un consensus. Marc n'explique pas pourquoi Jésus donna à Simon le nom Pierre, signifiant pierre. Matthieu 16:18 a cette nomination en connexion avec l'église et Jean 1:42 comme il s'identifie à son personnage.Cela pourrait aussi avoir un sens ironique, Pierre renie Jésus à la fin.

## Une maison divisé
Jésus se rend à la maison de quelqu'un (ou "la maison", probablement la maison de Pierre, verset 19 dans certaines versions, verset 20 dans d'autres), et une foule immense le suit ici. Selon Marc, il n'était même pas possible de manger. "Les gens de chez lui, l’apprenant, vinrent pour se saisir de lui, car ils affirmaient : « Il a perdu la tête. » (3:21), ou "à côté de chez lui", "près de chez lui", exestē, qui pourrait être lu comme la famille de Jésus l'accusant d'être fou ou décrivant ce que les autres ont dit à propos de Jésus. Quoi qu'il en soit ils déclarent leur contrôle sur lui, peut-être pour l'arrêter d'embarrasser la famille. Entendant Jésus étant suivi par de nombreux individus se semble pas s'accorder avec leur vue de lui. Si c'était Jésus enseignant et attirant d'immenses foules ou ne pas manger qui les dérange tellement n'est pas clair. Quelques manuscrits anciens ont "les scribes et les autres" au lieu de sa famille, mais ils sont généralement considérés comme des modifications peut-être conçues pour atténuer l'impression de la propre famille de Jésus envers lui.

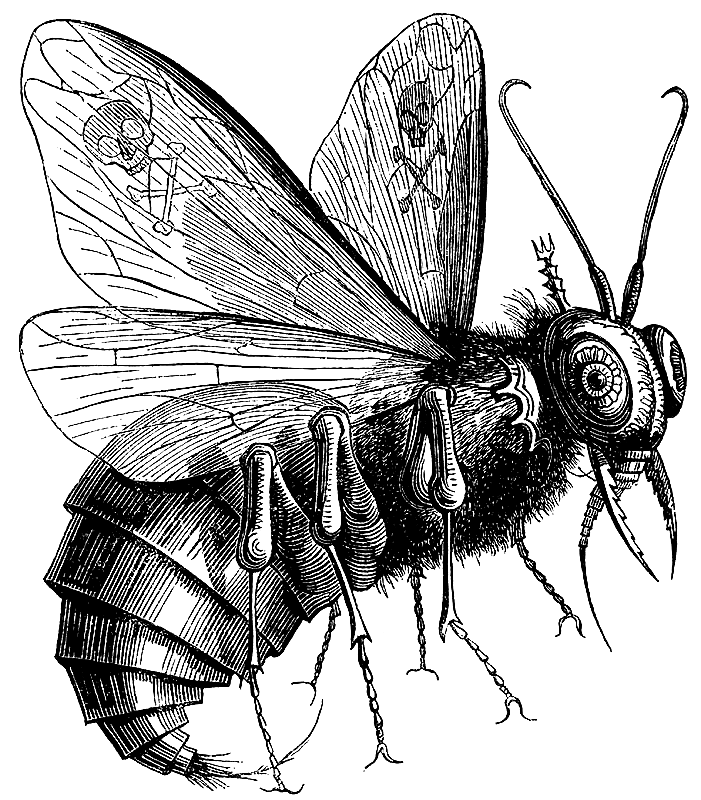
Béelzéboul comme décrit dans le Dictionnaire infernal de Jacques Collin de Plancy (Paris, 1863).

Les scribes de Jérusalem, que Matthieu affirme comme étant les Pharisiens, viennent et l'accuse de quelque chose de pire que la folie, employant Béelzéboul, et/ou le "prince des démons" pour expulser les démons. Sa puissance sur les démons, ils revendiquent qu'elle vient du pouvoir du mal lui-même. Béelzéboul est pensé comme signifiant peut-être "seigneur du fumier" ou "seigneur de la hauteur ou demeure", mais aucune certitude n'existe quant à sa signification exacte. Ils ne contestent pas qu'il expulsa les démons. Ils semblent croire que la puissance de Jésus est au-delà des capacités humaines et doit avoir une origine surnaturelle. L'accusation de Jésus employant les pouvoirs du mal fût probablement faite contre lui à ses disciples pour un certain temps après sa mort. Le Jesus Seminar ressent que la version en Luc 11:15-17 est "rouge" ("authentique") et la nomme "la controverse de Béelzéboul". Marc 3:20-21 est déterminée à être "rose" (une approximation proche de ce que Jésus a fait") et l'appela "Les proches de Jésus viennent le chercher" comme sont Marc 3:31-35, Matthieu 12:46-50, et l'évangile selon Thomas 99:1-3 où ils furent appelés "Vrais proches".
Marc a souvent Jésus employant des analogies, des métaphores ou des énigmes, appelées paraboles par Marc. Jésus répond : 
Comment Satan peut-il expulser Satan ? Si un royaume est divisé contre lui-même, ce royaume ne peut pas tenir. Si les gens d’une même maison se divisent entre eux, ces gens ne pourront pas tenir. Si Satan s’est dressé contre lui-même, s’il est divisé, il ne peut pas tenir ; c’en est fini de lui.
Mais personne ne peut entrer dans la maison d’un homme fort et piller ses biens, s’il ne l’a d’abord ligoté. Alors seulement il pillera sa maison.
Amen, je vous le dis : Tout sera pardonné aux enfants des hommes : leurs péchés et les blasphèmes qu’ils auront proférés. Mais si quelqu’un blasphème contre l’Esprit Saint, il n’aura jamais de pardon. Il est coupable d’un péché pour toujours. (3:23-29)
Si Jésus travaille contre que qu'est le mal, tel que les démons, alors cela ne peut pas être l'œuvre de Satan, comme Sathan travaillerait contre lui-même. Jésus se compare ensuite à un voleur entrant dans la "maison d'un homme fort", et le ligotant pour "piller sa maison", i.e. pour le cambrioler. L'"homme fort" est Satan. Satan, dit Jésus, est fort et doit être maîtrisé afin d'être cambriolé. Il cambriole Satan de la possession des individus, ou la maison pourrait être considérée comme le monde lui-même. La New Living Translation ajoute l'interprétation qu'il y a "quelqu'un d'encore plus fort". George Maclear déclare que "Le plus Fort que le Fort est Christ".
Ainsi Jésus insinue que ce qui a fait est directement contre Satan et que ses motivations sont la ruine de Satan. Sa puissance, il affirme, est bonne et doit également venir d'une bonne source, Dieu.
Jésus déclare aussi que tous péchés peuvent être pardonnés, sauf un péché contre l'Esprit, tel que le blasphème contre l'Esprit Saint (3:28-29). Marc introduit sa propre explication de pourquoi Jésus a dit cela, déclarant "Il a dit cela parce qu'ils disaient, "Il a un esprit mauvais." (3:30). Ainsi, selon Marc, Jésus dit que l'accuser d'utiliser Satan pour son pouvoir revient en fait à qualifier l'œuvre de Dieu de mauvaise et à ne pas voir l'œuvre de Dieu dans les actions de Jésus. Les parallèles dans Matthieu 12:31-32 et Luc 12:10 et l'évangile selon Thomas 44 appellent cela le péché impardonnable. Les péchés impardonnables sont également cités dans Hébreux 6:4-6 et 10:26 aussi bien que 1 Jean 5:16-17. Il y a aussi un lien probable avec 1 Corinthiens 12:2-3. Sa première réponse à l'accusation, qu'une "maison divisée" ne peut pas tenir, est devenue une pièce courante de sagesse, l'exemple le plus célèbre est l'emploi de Lincoln de cette phrase lors de l'élection sénatoriale de 1858 contre Stephen Douglas. Lincoln employa la métaphore d'une "maison divisée" pour décrire la situation des États-Unis à la veille de la guerre civile.

## Famille de Jésus
La mère de Jésus et ses frères arrivent et envoient quelqu'un pour aller le chercher. Il répond, parlant à la foule autour de lui, « Voici ma mère et mes frères. Celui qui fait la volonté de Dieu, celui-là est pour moi un frère, une sœur, une mère. » (3:34-35).
La réponse de Jésus à sa famille, que sont ceux qui le suivent, selon Kilgallen, la manière de Jésus de mettre en évidence"... le fait que sa vie a été changée à un tel degré que les liens de la famille ne passe plus devant ceux à qui il enseigne le royaume de Dieu". Jésus place la loyauté à Dieu au-dessus de la loyauté à la famille. Les liens familiaux furent considérés comme vraiment importants dans la société à cette époque, et certains individus même aujourd'hui sont troublés par ce conflit entre Jésus et sa famille. Jésus déclare cependant que ses liens, et son respect et l'amour dus à sa famille, iront à ceux qui obéissent à Dieu. La famille de Jésus est une nouvelle fois mentionnée dans Marc 6:3. L'histoire de Jésus et sa famille est également retrouvée dans l'évangile de Thomas comme disant 99. Dans Marc 10:28-31, Pierre dit qu'ils ont tout quitté pour suivre Jésus et il liste les récompenses aussi bien que les persécutions qu'ils endureront en le suivant.
Le prêtre Bertrand Lesoing déclare en citant Marc 3:31 : "Ta mère et tes frères sont là dehors." Que les "autres" s'écartent donc et s'éclipsent pour laisser la place, ces "autres" qui semblent avoir moins de mérites et de titres à faire valoir pour écouter le Maître. Mais, justement, ces "autres" sont autour de Jésus, ils l'écoutent et font aussi partie de sa famille, ils sont peut-être même sa première famille : "celui-là est pour moi un frère, une sœur, une mère." L'église, famille du Seigneur, est toujours plus vaste que nos petits cercles de convivialité et de sociabilité. Chacun y a sa place et chacun doit s'y sentir invité.
Ces incidents prennent place dans tous les évangiles synoptiques. Dans Matthieu ils ont lieu en 12:22-50, et dans Luc ils sont éparpillés entre 8:19-21 et 11:14-28. Ni Matthieu ni Luc déclarent que la famille de Jésus pensait qu'il avait "... perdu la tête". Jean, tandis que mentionnant aucun de ces incidents, raconte dans le chapitre 7 comment "... même ses propres frères ne l'ont pas cru" parce qu'il n'irait pas à la Fête des Tabernacles avec eux et réalise des miracles, même si plus tard il y ira dans le secret. Jean 6:66 dit "la plupart de ses disciples ont tourné le dos et ne l'ont plus suivi". La vue négative de la famille de Jésus peut être liée au conflit entre Paul et le Judéo-christianisme.
Il y a beaucoup de désaccords sur si ces "frères" font référence aux véritables frères de Jésus ou simplement des demi-frères ou des cousins. L'Église catholique officielle et la doctrice du christianisme orthodoxe est que Marie fut une vierge perpétuelle, et donc qu'elle n'aurait pas pu avoir d'autres enfant après Jésus, faisant ainsi de ces demi-frères de Jésus, des fils de Joseph un autre, non enregistré, mariage, ou cousins. Seul Tertullien semble avoir interrogé cela quand l'église primitive. L'islam soutient également que Marie fût une vierge perpétuelle, comme l'ont soutenu beaucoup des premiers Protestants, bien que de nombreux Protestants aujourd'hui ne soutiennent pas la doctrice de la virginité perpétuelle, et croiraient ainsi que ce sont les propres frères de Jésus. Quelques anciens textes ont aussi "et tes sœurs" dans le verset 3:32.
Cette partie donne un exemple clair de la technique sandwich de Marc, où une histoire est introduite dans le centre d'une autre. Marc a souligné deux réactions de Jésus et son enseignement et actions : une de foi, tel que de ses disciples, et une d'incrédulité et d'hostilité. Jésus explique la nature de l'effet de ses enseignements sur les autres dans la parabole du semeur dans Marc 4.

## Voir également
- Jean le Baptiste
- Marie la mère de Jésus